# Henrik Strindberg
Henrik Strindberg, född 28 mars 1954 i Kalmar, är en svensk tonsättare. 

## Biografi
Strindberg studerade komposition vid Kungliga Musikhögskolan i Stockholm 1980–87 för bland andra Gunnar Bucht och Sven-David Sandström. Han har även deltagit i en sommarkurs ledd av Iannis Xenakis i Delfi 1985. Han spelar även i progg-rockbandet Ragnarök sedan sjuttiotalet.
Strindberg har undervisat i komposition vid Gotlands tonsättarskola och Södra Latins gymnasium samt är tillsammans med Peter Lindroth initiativtagare till Sound of Stockholm. Strindberg ingår i teamet som arrangerar Svensk Musikvår, festivalen som leds av Jörgen Pettersson.
Strindberg valdes in som medlem i Föreningen svenska tonsättare 1987 och som ledamot av Kungliga Musikaliska Akademien 2007.
Henrik Strindberg är son till länsarkitekten Åke Strindberg och Marianne, född Olsson. Han är brorsons son till nordpolsfararen Nils Strindberg och skulptören Tore Strindberg, vilkas far, liksom Henrik Strindbergs farfars far, var kusiner till författaren August Strindberg.

## Priser och utmärkelser
- 2007 – Ledamot av Kungliga Musikaliska Akademien
- 2007 – Christ Johnson-priset för Neptuni åkrar
- 2008 – Rosenbergpriset

## Verk
- Bambu (1984)
- Modell (1984)
- Hjärtats slag (1985)
- Inse  (1985)
- Unngg (1985)
- Tredje andningen (1985–86)
- I träd (1986–88)
- Det första kvädet om Gudrun (1987)
- Cassant (1989)
- Fyra stycken (1990)
- Etymology  (1990–92)
- Katsu (1991)
- 2 Pianos  (1992)
- Cheap Thrills (1993)
- Nattlig madonna (1993)
- Ursprung/gläntor (1993)
- Näcken epilog (1994–2002)
- Förstorade fragment av en melodi (1995–96)
- Vandringsflöjten (1996)
- Hopp (1997)
- Minne (1997)
- Utvald (1998)
- Lika (1998–99)
- En mans väg hos en ung kvinna (2000)
- Improvisationsmodell för nio musiker (2001)
- Trådar (2001)
- ...knäpper och drar (2002)
- This Road to Baghdad (2003)
- Lågmälda göranden (2003)
- I Thought Someone Came (2003–04)
- Puff (2004)
- Bryta snitt. Tiden fryser  (2005)
- Zum-zum (2006)
- Neptuni åkrar (2006)
- Aria (2007)
- Rapidité (2008)
- Tidslinje (2008)
- Raster (2008)
- Femte strängen (2009)
- Tidsbågar (2010)
- Lamentationer (2011)
- Transformation of Memory (2012)
- Bilder (2012)
- One Child (2013)
- O Freunde, Let Others Speak (2013)
- Femte handen (2014)
- Tidskapslar (2014)
- Om a Single Subject (2014)